# Pierre Braine
Edmond Pierre Ernest Braine (ur. 26 października 1900 w Berchem w Antwerpii, zm. 6 listopada 1951 w Antwerpii) – belgijski piłkarz grający na pozycji pomocnika.

## Kariera
W latach 1919–1933 występował w klubie Beerschot VAC, z którym pięciokrotnie wywalczył mistrzostwo Belgii.
W reprezentacji Belgii w latach 1922–1930 rozegrał 46 spotkań i zdobył cztery gole. Uczestniczył w igrzyskach olimpijskich w roku 1928 odbywających się w Amsterdamie. Był również członkiem reprezentacji na mistrzostwach świata w Urugwaju.
Jego brat Raymond również był reprezentantem Belgii w piłce nożnej i olimpijczykiem.